# Unterkirnach
Unterkirnach település Németországban, azon belül Baden-Württembergben. Lakosainak száma 2625 fő (2023. december 31.). Unterkirnach Villingen-Schwenningen és Mönchweiler községekkel határos.

## Népesség
A település népessége az elmúlt években az alábbi módon változott:
| Lakosok száma | 2041 | 2583 | 2582 | 2591 | 2660 | 2625 |
|               | 1975 | 2017 | 2019 | 2021 | 2022 | 2023 |